# Barretts fra Wimpole Street
Barretts fra Wimpole Street (originaltitel The Barretts of Wimpole Street er en amerikansk biografisk dramafilm fra 1933, instrueret af Sidney Franklin.
Filmen handler om den virkelige romance mellem digterne Elizabeth Barrett (Norma Shearer) og Robert Browning (Fredric March), på trods af modstand fra hendes voldelige far, Edward Moulton-Barrett (Charles Laughton).
Filmen var nomineret til en Oscar for bedste film og Shearer var nomineret til en Oscar for bedste kvindelige hovedrolle.
Manuskriptet blev skrevet af David Ogden Stewart, Ernest Vajda og Claudine West baseret på skuespillet The Barretts of Wimpole Street fra 1930 af Rudolf Besier.